# Rudolph Ganz
Rudolph Ganz (* 24. Februar 1877 in Zürich; † 2. August 1972 in Chicago) war ein Schweizer Komponist, Pianist und Dirigent.

## Leben
Rudolph Ganz war der Sohn des Porträtfotografen Rudolf Ganz und seiner Frau Sophie Henriette, geborene Bartenfeld. Seine Geschwister waren der Fotograf und Filmpionier Emil Ganz, der Kunsthistoriker Paul Ganz und der Schriftsteller, Maler und Musiker Hans Ganz. Sein Grossvater war der Fotograf, Erfinder und Filmpionier Johannes Ganz.
Seine erste musikalische Ausbildung erhielt er in Zürich in den Fächern Klavier und Cello sowie am „Institut de musique de Lausanne“, wo er die Fächer Klavier (bei seinem Onkel Carl Eschmann-Dumur) und Orgel belegte. Ab 1899 studierte er ausserdem Komposition in Berlin bei Ferruccio Busoni.
Nach Abschluss seines Studiums ging er Anfang des 20. Jahrhunderts in die USA. In Chicago war er einige Jahre als Klavierlehrer tätig. Ab 1905 unternahm er Tourneen als Konzertpianist durch Amerika und Europa. In den Jahren 1921 bis 1927 wirkte er als Dirigent des Symphonieorchesters von St. Louis. Zurückgekehrt nach Chicago, war er ab 1929 am dortigen Musical College tätig. In der Zeit zwischen 1934 und 1954 hatte Rudolph Ganz die Position des Direktors an diesem College inne. Zwischen 1938 und 1949 wirkte er darüber hinaus noch als Dirigent in New York.
Zudem nahm er ab 1913 zahlreiche Notenrollen für Welte-Mignon und Aeolian Duo-Art Reproduktionsklaviere auf.
1920 dirigierte er in der Carnegie Hall die New York Philharmonic in seiner eigenen Aufführung von Franz Liszts Es-Dur-Klavierkonzert, wobei er einen Duo-Art-Reproduktionsflügel von Weber der Aeolian Company für die Wiedergabe seiner Aufnahme auf Notenrollen verwendete.
Das kompositorische Schaffen von Rudolph Ganz umfasst hauptsächlich Sinfonien und weitere Instrumentalwerke. Darüber hinaus vertonte er Hunderte von Texten, vorrangig Texte von Künstlern aus seiner Schweizer Heimat. Weiterhin engagierte er sich in seiner Wahlheimat Amerika für die Aufführungen zeitgenössischer europäischer Komponisten, wie Maurice Ravel, Béla Bartók, Claude Debussy sowie Anton von Webern. Im Jahre 1923 wurde ihm dafür der Orden der französischen Ehrenlegion verliehen.

## Werke (Auswahl)
- Klavierkonzert op. 32
- „Animal pictures“
- Sonate No. 2 op. 50
- Suite op. 38